# Jerahmeel
Jerahmeel (en hebreo, יְרַחְמְאֵל; en griego, ιραμεηλ) es un nombre que aparece varias veces en el Tanaj. Significa «Aquel que alcanzará misericordia de Dios» o «Del que Dios se apiada» o «Que Dios tenga compasión».

## Portadores del nombre
Probablemente, existieron tres personas distintas con ese nombre en el Tanaj. En orden cronológico son los siguientes:
1. un hijo de Hezron y bisnieto de Judá, como aparece en las genealogías extendidas en I Crónicas.
2. un hijo de Kish, uno de los levitas nombrados por David para administrar el culto en el templo, como se describe en I Crónicas.
3. un hijo de Hammelech (o hijo del rey) enviado con otros por Joaquim para arrestar a Baruch el Escriba y a Jeremías el Profeta, como se cita en Libro de Jeremías.

## Los Jerahmeelitas
Los Jerahmeelitas fueron un pueblo, presumiblemente descendiente del primer Jerahmeel, que habitaba el Néguev y que David, cuando trabajaba para los filisteos dijo haber atacado, pero con quienes en realidad mantenía relaciones cordiales.

## Un arcángel
En algunos escritos deuterocanónicos y apócrifos, existen referencias a un arcángel llamado indistintamente Jeremiel, Eremiel, Remiel, Ramiel etc. 

## Las Crónicas de Jerahmeel
Las Crónicas de Jerahmeel es un documento medieval adscrito al historiador judío del siglo XII, Jerahmeel ben Solomon, y no tiene relación con ninguno de los anteriores.